# Krasnopole (obwód sumski)
Krasnopole (ukr. Краснопілля) – osiedle typu miejskiego w obwodzie sumskim Ukrainy, siedziba władz rejonu krasnopolskiego.
W 2001 miejscowość liczyła 8905 mieszkańców.